# Джеймс Розенау
Джеймс Розенау (англ. James N. Rosenau; 25 листопада 1924, Філадельфія — 9 вересня 2011, Луїсвілл) — представник американської політичної науки який спеціалізувався на дослідженні глобальної політики, зокрема, міжнародних відносин. Засновник досліджень зовнішньої політики і глобалізації у США.

## Біографія
Народився у Філадельфії в сім'ї успішного брокера з Волл-стріт. У 1929 році разом з батьками переїхав у Нью-Йорк. Під час Другої світової війни служив криптографом в попередниці ЦРУ — ОСС (Office of Strategic Services intelligence agency) в Англії. У 1946 році закінчив Бард коледж в Аннандейлі на Гудзоні (Bard College in Annandale-on-Hudson, N.Y.).

## Наукова кар'єра
- За пропозицією Елеонори Рузвельт редагував І-й том особистих листів Франкліна Рузвельта, написаних останнім під час перебування на посаді президента США.
- Отримав диплом магістра в школі поглиблених міжнародних досліджень ім. Дж. Гопкінса (the Johns Hopkins School of Advanced International Studies).
- Отримав диплом кандидата політичних наук в Принстонському університеті.
- 1973 року почав працювати в Школі міжнародних відносин коледжу Дорнсейф університету Східної Каліфорнії (USC Dornsife).
- У 1976—1979 роках — директор Школи міжнародних відносин коледжу.
- У 1984-1985-роках  — Президент Американської асоціації міжнародних досліджень.
- У 1992—2009 роках — професор Школи міжнародних відносин ім. Елліота (Elliott School of International Affairs) університету ім. Джорджа Вашингтона (the George Washington University) в окрузі Колумбія.

## Наукові зацікавлення
Наукова і викладацька діяльність Дж. Розенау були зосереджені на аналізі та висвітленні динаміки глобальної політики і зв'язку курсів внутрішньої та зовнішньої політик держави.

## Праці
Автор численних наукових статей і більш ніж 40 монографій. Серед них 
Public Opinion and Foreign Policy: An Operational Formulation. New York: Random House (1961);
- International Studies and Social Sciences: Problems, Priorities, and Prospects in the USA (1973);
- The Scientific Study of Foreign Policy (1980);
- The Study of Global Interdependence: Essays on the Transnationalization of World Affairs (1980);
- — трилогія про Турбулентність у Світовій політиціː
- Турбулентність у Світовій політиціː Теорія змін і безперервності (Turbulence in World Politics: A Theory of Change and Continuity. — Princeton University Press, 1990) [Архівовано 13 березня 2022 у Wayback Machine.]
- За зовнішньо-внутрішнім кордономː досліджуючи управління у турбулентному світі (Along the Domestic-Foreign Frontier: Exploring Governance in a Turbulent World. — Cambridge, 1997).
- Thinking Theory Thoroughly: Coherent Approaches to an Incoherent World (2000);
- Information Technologies and Global Politics: The Changing Scope of Power and Governance (2002);
- Віддалена близькістьː динаміка глобалізації (Distant Proximities: Dynamics Beyond Globalization Princeton University Press 2003).
- Globalization and Governance: Bleak Prospects for Sustainability. In: Internationale Politik und Gesellschaft (International Politics and Society) 3/2003
- Globalization, Security, and the Nation State: Paradigms in Transition. Herausgegeben mit Ersel Aydinli, State University of New York Press 2005
- The Study of World Politics: Theoretical And Methodological Challenges, Routledge 2006
- The Study of World Politics: Globalization and Governance, Routledge 2006
- Його остання книга «Людський рахунокǃ Мережна особистість у світовій політиці» (People Count! The Networked Individual in World Politics) надрукована в жовтні 2007 р.

- Дж. Розенау був серед перших науковців-представників соціально-гуманітарних наук, які сприймали комплексність науки міждисциплінарну систему аналізу закорінену як в точних науках так і в політичній науці, зокрема, в теорії міжнародних відносин.

У 2005 році (листопад-грудень) американський часопис «Foreign Policy» відніс Дж. Розенау до числа найбільш впливових дослідників міжнародних відносин.

## Інтернет-джерела
- Nachruf (englisch)
- deutsche Zusammenfassung von Globalization and Governance: Bleak Prospects for Sustainability
- Obituary in the USC News
- Web page at GWU
- Obituary in the GW Hatchet
- Paul Hayes, " Memorial, James Nathan Rosenau ", sur www.findagrave.com, 21 septembre 2012 (consulté le 12 mars 2013
- Princeton Alumni Weekly, " Memorial, James N. Rosenau « [archive, sur www.paw.princeton.edu, 16 mai 2012 (consulté le 12 mars 2013)]
- » L'approche transnationale des relations internationales " [archive, sur www.dacodoc.fr (consulté le 12 mars 2013)]
- Denver Post, " Obituary, James N. Rosenau " [archive, sur www.legacy.com, 18 septembre 2011 (consulté le 12 mars 2013)]